# Note di Natale
Note di Natale, è il titolo di un Ep delle Sorelle Marinetti, pubblicato nel 2009.
Contiene quattro tracce dall'omonimo show di Natale 2009.

## Tracce
1. Let it snow, let it snow, let it snow
2. Winter Wonderland
3. Ricordati ragazzo, versione italiana del celebre "Nature Boy"
4. Arcobaleno, versione italiana del celebre "Over the rainbow"